# Microbrotula queenslandica
Microbrotula queenslandica är en fiskart som beskrevs av Anderson 2005. Microbrotula queenslandica ingår i släktet Microbrotula och familjen Bythitidae. Inga underarter finns listade i Catalogue of Life.